# 이마놀 아리아스

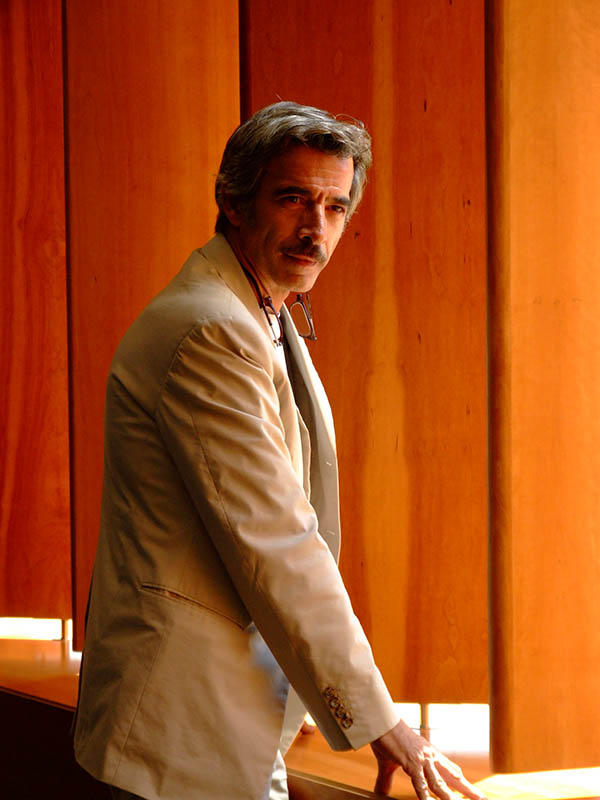

이마놀 아리아스(Manuel Maria Arias Domínguez, 1956년 4월 26일~)는 스페인의 영화 감독, 배우, TV 사회자, 각본가, 텔레비전 배우이다.

## 영화
- 비밀의 꽃(2018)
- 스파이타임(2016)
- 에바는 잠들지 않는다(2015년)
- 스파이타임 코드명: 아나클레토(2015년)
- 데이 다이드 비욘드 데어 민스(2014년)
- 마이 퍼스트 웨딩(2011년)
- 페이퍼 버드(2010년)
- 큐엔태임(2001년)
- 바다가 보이는 집(2001년)
- 메시아를 기다리며(2000년)
- 랙 업(1997년)
- 아프리카(1996년)
- 비밀의 꽃(1995년)
- 남자들은 다 똑같애(1994년)
- 와일드 탱고(1993년)
- 약속의 살라망카(1987년)
- 카밀라(1984년) - 라디슬라오 구티에레즈 역
- 정열의 미로(1982년)